# 1973-as Formula–1 belga nagydíj
Az 1973-as Formula–1 világbajnokság ötödik futama a belga nagydíj volt.

## Futam
| Helyezés | #  | Versenyző            | Csapat/Motor      | Futott körök | Idő/Kiesés oka  | Rajthely | Pontszám |
| -------- | -- | -------------------- | ----------------- | ------------ | --------------- | -------- | -------- |
| 1        | 5  | Jackie Stewart       | Tyrrell-Ford      | 70           | 1:42:13,4       | 6        | 9        |
| 2        | 6  | François Cevert      | Tyrrell-Ford      | 70           | 31,84           | 4        | 6        |
| 3        | 1  | Emerson Fittipaldi   | Lotus-Ford        | 70           | + 2:02,79       | 9        | 4        |
| 4        | 9  | Andrea de Adamich    | Brabham-Ford      | 69           | + 1 kör         | 18       | 3        |
| 5        | 21 | Niki Lauda           | BRM               | 69           | + 1 kör         | 14       | 2        |
| 6        | 22 | Chris Amon           | Tecno             | 67           | + 3 kör         | 15       | 1        |
| 7        | 7  | Denny Hulme          | McLaren-Ford      | 67           | +3 kör          | 2        |          |
| 8        | 24 | Carlos Pace          | Surtees-Ford      | 66           | +4 kör          | 8        |          |
| 9        | 12 | Graham Hill          | Shadow-Ford       | 65           | +5 kör          | 23       |          |
| 10       | 19 | Clay Regazzoni       | BRM               | 63           | Baleset         | 12       |          |
| 11       | 15 | Mike Beuttler        | March-Ford        | 63           | Baleset         | 20       |          |
| Kiesett  | 14 | Jean-Pierre Jarier   | March-Ford        | 60           | Baleset         | 16       |          |
| Kiesett  | 20 | Jean-Pierre Beltoise | BRM               | 56           | Helyezés nélkül | 5        |          |
| Kiesett  | 11 | Wilson Fittipaldi    | Brabham-Ford      | 46           | Motorhiba       | 19       |          |
| Kiesett  | 2  | Ronnie Peterson      | Lotus-Ford        | 42           | Baleset         | 1        |          |
| Kiesett  | 8  | Peter Revson         | McLaren-Ford      | 33           | Baleset         | 10       |          |
| Kiesett  | 25 | Howden Ganley        | Iso Marlboro-Ford | 16           | Ütközés         | 21       |          |
| Kiesett  | 10 | Carlos Reutemann     | Brabham-Ford      | 14           | Motorhiba       | 7        |          |
| Kiesett  | 16 | George Follmer       | Shadow-Ford       | 13           | Karburátor      | 11       |          |
| Kiesett  | 17 | Jackie Oliver        | Shadow-Ford       | 11           | Baleset         | 22       |          |
| Kiesett  | 3  | Jacky Ickx           | Ferrari           | 6            | Olajszivattyú   | 3        |          |
| Kiesett  | 26 | Nanni Galli          | Iso Marlboro-Ford | 6            | Motorhiba       | 17       |          |
| Kiesett  | 23 | Mike Hailwood        | Surtees-Ford      | 4            | Baleset         | 13       |          |

## Statisztikák
Vezető helyen:
- Ronnie Peterson: 1 (1)
- François Cevert: 18 (2-19)
- Emerson Fittipaldi: 5 (20-24)
- Jackie Stewart: 46 (25-70)

Jackie Stewart 24. győzelme, Ronnie Peterson 3. pole-pozíciója, François Cevert 2. leggyorsabb köre.
- Tyrrell 13. győzelme.